# Шестопал Матвій Михайлович
Матві́й Миха́йлович Шестопа́л (7 листопада 1917, с. Мурзинці Звенигородський повіт Київської губернії (нині Черкаська область) — 20 серпня 1986, Київ, похований на Лісовому кладовищі) — український письменник, журналіст, науковець, перекладач, викладач, у 1955—1957 роках в. о. декана факультету журналістики Київського державного університету імені Тараса Шевченка, кандидат філологічних наук, доцент, автор монографій, численних книжок і статей. Сфера наукових інтересів: міжнародна журналістика, історія України, український фольклор.

## Життєпис
Після закінчення школи 1932 року, рятуючись від Голодомору, поїхав на Донбас до брата, де працював на шахтах у м. Красний Луч (нині Хрустальний). Повернувшись з Донбасу, обіймав різні посади на залізничній станції Бобринська (нині станція Імені Тараса Шевченка, м. Сміла), звідки був направлений навчатися на робітничий факультет Дніпропетровського інституту інженерів залізничного транспорту.
У 1941 році закінчив філологічний факультет Київського державного університету ім. Т. Г. Шевченка. Працював в обласних газетах «Пролетарська правда», «Вісті», був перекладачем з польської мови у Путивльському таборі військовополонених (1939—1940), директором Державного етнографічного ансамблю співаків-кобзарів (1941).
Під час Другої світової війни — курсант Харківської військової академії інтендантської служби (згодом переведена в Ташкент). На фронті з 1941 по 1945 рік. Воював під Ржевом, Сталінградом, Ростовом, Нікополем, Миколаєвом, у Білорусі, Східній Пруссії, Польщі, брав участь у штурмі Берліна. З жовтня 1943 року у званні гвардії старший лейтенант почав службу літпрацівником, відповідальним секретарем у фронтовій газеті 61-ї Нікопольської стрілецької гвардійської дивізії «Знамя Победы», а в лютому 1945-го в званні гвардії капітана закінчив службу у фронтовій пресі. Потім — відповідальний секретар української газети «Ленінський прапор» (Київський військовий округ), певний час виконував обов'язки начальника 7-го відділу політуправління КВО.
У 1946—1949 роках заочно навчався в аспірантурі при Інституті мистецтвознавства, фольклору та етнографії АН УРСР. Від початку 1950-х працював заступником головного редактора, головним редактором видавництва ЦК ЛКСМУ «Молодь» (1951—1953).
У 1953 році захистив дисертацію «Дружба народів СРСР в українській народнопоетичній творчості» на здобуття наукового ступеня кандидата філологічних наук. З 1 вересня 1953 року — старший викладач відділення журналістики філологічного факультету КДУ. З утворенням факультету журналістики (кінець 1954 року) викладав історію журналістики — спочатку був викладачем, старшим викладачем, потім здобув вчене звання доцента.
Упродовж 1955—1957 років виконував обов'язки декана факультету журналістики. Заснував, викладав курси «Сучасна зарубіжна преса» та «Історія зарубіжної комуністичної і робітничої преси». Мав великий авторитет у студентів-журналістів університету.

## Погляди та виключення з університету
Шестопал поза межами університету викладав студентам курс політграмоти, розповідав про боротьбу українців за визволення, передавав їм заборонену літературу, їздив зі студентами по історичних місцях, наприклад, у Холодний Яр, де відбулися події, про які тоді вголос не говорили тощо. Колишні студенти згадують його вислів «Журналіст має бути бійцем, а не лакеєм».
Факультет журналістики, який готував майбутніх провідників ідеологічної лінії КПРС, контролювали органи КДБ. За традицією патріотично настроєні українці, зокрема й студенти, щороку збиралися 22 травня (цього дня 1861 р. труна з тілом Тараса Шевченка зупинилася в Києві по дорозі із Санкт-Петербурга до Канева) в сквері напроти Червоного корпусу КДУ біля пам'ятника Кобзареві. Деканам і парторгам факультетів рекомендувалося попереджувати студентів про небажаність появи їх того дня у сквері Шевченка. М. Шестопал як заступник секретаря партбюро факультету цю рекомендацію виконував лише на словах, втім віч-на-віч казав студентам-однодумцям протилежне.
У лютому 1963 року в Києві проходила Республіканська конференція з питань культури української мови, організаторами якої були Інститут мовознавства Академії наук УРСР і Київський держуніверситет. Академік, директор Інституту мовознавства АН УРСР І. К. Білодід пропагував теорію двомовності української нації.. Взявши участь в обговоренні, Шестопал, зокрема, сказав: «Я вважаю, що це навіть не теорія. Це мертвонароджена річ у науці… Крім Радянського Союзу в соціалістичній системі є ще багато народів, зокрема великий китайський народ… можна подумати, що колись настане такий час, що та чи інша нація стане трьохмовною. Мені здається, що в теорії двомовної нації, є елемент політичного підлабузництва, яке принижує націю… Я хочу закінчити свій виступ словами, взятого з другого тому К. Маркса: „Великое нам кажется великим лишь потому, что мы сами стоим на коленях. Поднимемся“».
На ювілейному вечорі Василя Еллана-Блакитного (січень 1964 р.) М. Шестопал наголосив: «Блакитний був прекрасним патріотом і інтернаціоналістом. Він любив свій народ. Знав його культуру, мову, шанував інші народи і поважав їх культуру. Таким і повинен бути справжній комуніст. Я не повірю тому, хто говорить про інтернаціоналізм, а свого народу цурається. Такі люди не здатні любити ні себе ні інших. На жаль, серед нас є чимало українців, національна свідомість яких перебуває на рівні клопа».
Партком університету ухвалив увільнити М. Шестопала з посади викладача, а 12 березня 1965 р. 67 студентів стаціонару з 125 написали заяву до керівництва університету та Міносвіти з вимогою відновити шанованого ними викладача на роботі. Серед організаторів заяви були Юрій Пархоменко, Яким Пальчик, Михайло Скорик, Станіслав Усенко. Студентів підтримали київські журналісти та деякі викладачі, зокрема працівник Укррадіо Віктор Полковенко із однодумцями. Вони також написали заяву на підтримку Шестопала, яку адресували в ЦК КПУ як випускники факультету журналістики. За це В. Полковенка звільнили з роботи та виключили з рядів КПРС.
Студенти в коридорі, в аудиторіях протестували. Через кілька днів Радіо «Свобода» передало інформацію про заворушення студентів-журналістів у Київському університеті. На підписантів листа стали тиснути, щоб вони познімали свої підписи, усіх, хто не погодився, потім відрахували з університету «за поведінку не гідну радянського студента» — щоправда, з дозволом працевлаштування. Студентів виганяли з університету, а журналістів Укррадіо «опрацьовували» в парткомах. Серед декількох десятків із них тиск витримали лише троє: Віктор Полковенко, Степан Колесник та Володимир Творинський.

Текст листа в ЦК КП України, копія якого збереглася у В. Полковенка: 

| «Ми, колишні випускники факультету журналістики, дізнались, що партійний комітет університету поставив питання про увільнення з роботи доцента Шестопала М. М. Всі ми знаємо доцента Шестопала М. М., як принципового комуніста, чесну і чуйну людину, що особливо необхідні людям, які кують журналістські кадри. Ідуть роки, а нас досі запалює принциповість, чесність, громадянська мужність і глибокий розум нашого колишнього викладача і старшого друга-комуніста. Вважаємо, що усунення тов. Шестопала М. М. від викладання на факультеті журналістики може кваліфікуватись тільки як дивне непорозуміння, адже навіть важко уявити, що людина, яка кожному з нас прищеплювала не показні, а дійсно комуністичні ленінські інтернаціональні почуття, яка є автором книги „Ми — інтернаціоналісти“ та інших, може серйозно звинувачуватись в нерозумінні питань національної політики». |
| |

Матвія Шестопала 28 березня 1965-го партійний комітет КДУ виключив з партії (після чого партійна справа вченого розглядалася ще протягом семи років). З 1 вересня того ж року вченого позбавлено університетської ідеологічної кафедри, але дозволено було викладати для студентів-іноземців Інституту народного господарства в Києві.

У 1983 році Матвій Шестопал у своєму ґрунтовному дослідженні «Скільки років українцям» писав: 

| "Те, що робиться нині з українською мовою — тяжкий державний злочин проти всього великого слов'янського народу, грубе порушення конституційних свобод і цинічне потоптання національних прав українців. Той глум і наруга, яких протягом століть зазнає від сусідів українське слово, може зрівнятися лише з нечуваним лицемірством і соціальною брехнею, якими прикривається це українофобство. Щоб дискредитувати найспівучішу мову слов'янського світу і заперечити її самостійний характер, одні оголошували її польською мовою, але нібито зіпсутою російськими впливами, інші — російською мовою, але нібито зіпсутою польськими впливами. Зарозумілі чиновники гадають, що українці ніколи не прийдуть до розуму, щоб зрозуміти цей ганебний обман. Вони й сьогодні продовжують дурити балачками про розквіт і зближання, збагачення та взаємовпливи… Автора цих рядків, подібно до багатьох інших, протягом двадцяти літ шельмують і переслідують як націоналіста, зробили його життя каторгою на дому, а самого довели до інвалідства. Шукаючи захисту і підтримки у найвищому органі республіки, я послав у січні 1971 року листа, який закінчувався словами: "А поки що я в нестямі розводжу руками. Димітров, страшний для капіталу вождь Комінтерну, зумів у великому довести свою правоту і вирватися з лап фашистів. А тут, віддавши партії кращі роки свого життя, не можна у малому переконати не фашистів, а своїх таки «однодумців».. |
| |

## Нагороди
- Орден Червоної Зірки (1944),
- Орден Вітчизняної війни ІІ ступеня (1945),
- медаль «За оборону Сталінграда» (1945),
- медаль «За перемогу над Німеччиною» (1945),
- медаль «За взяття Кенігсберга»,
- медаль «Тридцять років перемоги у Великій Вітчизняній війні 1941—1945 рр.»,
- Грамота на конкурсі збирачів фольклору.

## Згадки
Про Матвія Шестопала згадує у своїх мемуарах Ілля Еренбург:

| Приведу отрывки из письма, написанного мне в сентябре 1942 года фронтовиком капитаном Шестопалом, оно у меня сохранилось: «У меня пропали жена, ребенок (говорю, как о вещи, «пропали» — люди в оккупированных краях пропадают хуже вещей). Мою милую голубоглазую Украину распяли паскудные немцы... Никогда я так не дрожал за судьбу своего отечества, как теперь... Только и слышишь, что отошли на новые рубежи, что враг теснит наши войска... Когда мы кончим войну, помоем руки и сядем судить, кто что сделал для того, чтобы спасти страну, вспомним тех, кого нужно вспомнить и кого следует жестоко высечь за нерадивость или жульничество... Возможно, печать старалась учить общество на хороших примерах, а получалось, что в нашей социальной жизни ни сучка, ни задоринки. Дорого нам обходится эта дидактика! Сталин бьет в набат. Газеты не преминут сейчас же поднять шумиху, сделать из этого очередную кампанию. Успокоить себя и других прежде даже, чем кончится «историческая» кампания. Они ведь кричали: «Не забывайте мудрых исторических слов сверхгениальнейшего (это обязательно, хотя в этом меньше всего надобности) Сталина. Но наша граница на замке, ее надежно защищают верные часовые и т. д.» Это же самоубийство!.. В общем, многое мы делали плохо и за это сейчас отдуваемся. Я думаю, что не только мы немцам мозги вставим, но и некоторым нашим. Война нас многому научит...». |
| |

Поет Григорій Гайовий, зазначає, що Шестопал не лише володів «вишуканою українською мовою», а й «мав бездоганне почуття гумору, був чудовим фейлетоністом, зразковим полемістом», а «будучи знавцем не лише історії, а й соціології», не боявся писати літературознавчі статті, де критикував навіть визнаних письменників.
Відомий журналіст Віктор Полковенко:

| "Ми, студенти, любили слухати лекції Матвія Михайловича. Завжди чекали цікавого спілкування. Матвій Михайлович читав курс лекцій з історії зарубіжної журналістики. Проте кожна лекція у нього була пов'язана між суспільними подіями у зарубіжних країнах і болючими українськими проблемами. Він завжди чітко і сміливо оцінював випадки, які принижували Україну, зневажали рідне слово. Це вперше ми почули від Матвія Михайловича про вимушеного емігранта Івана Огієнка, який стверджував: «…І поки живе мова – житиме й народ, як національність. Не стане мови – не стане й національності: вона геть розпорошиться поміж дужчим народом…» Уже потім, через десяток літ, стало відомо, що «уважний» студент-стукач напише про це дослівно кому слід." |
| |

| "На партійних зборах Матвій Михайлович гаряче доводив викладачам, що в українському університеті лекції всім треба читати українською. А на нього кидалися україножери, як шуліки, що це «душок націоналізму». З болем говорив Матвій Михайлович про вилучення з навчального плану предмета «Український фольклор»…" |
| |

| ... "я знаю, що можу чесно дивитися в очі синові шановного Матвія Михайловича, бо я – НАЦІОНАЛІСТ-Шестопалівець..." |
| |

Поет-пісняр заслужений діяч мистецтв України Вадим Крищенко:

| "Матвій Михайлович у 1957 році врятував мене від виключення з університету за «буржуазний націоналізм», після випуску допоміг із роботою. Нам, сільським юнакам, міг ненав’язливо подарувати щось із одягу чи взуття, підгодувати, а його лекції із зарубіжної журналістики ми слухали на одному подиху." |
| |

Поет переконаний, що 

| "шістдесятництво починалося не в Спілці письменників, не в середовищі інтелігенції, а саме на факультеті журналістики": |
| |

Вадим Крищенко присвятив пам'яті свого вчителя Матвія Шестопала вірш «ПОВСТАНЬ ЖЕ ДУХОМ»
Коли прокинешся, народе мій, коли?

Коли в душі озветься волі трепет?

Запряжені у ярма, як воли,

І думаєм, що так воно і треба.

Все зганьблено, розпродано усе,

Пани твої без совісті і честі.

Їх слово втіху нам не принесе,

Бо там брехня і клоунада жестів.

Тебе цепами тягнуть в «Русскій мір»,

У хитрощі заплутать хочуть знову.

Чого мовчиш? Не чути до сих пір

Твоє правдиве і рішуче слово.

Ні, ствердитись лиш можна в боротьбі — 

На часі вже ота критична маса.

Як сурму мужності візьми собі

Вогненне слово нашого Тараса.

Не притуляйся більше до біди —

Послухай щирий заклик свого сина.

Повстань же духом. Й світу доведи —

Що ти — народ, і дім твій — Україна!
Лауреат премії «Золоте перо», заслужений журналіст України Анатолій Краслянський, зазначає, що як письменник і науковець, Матвій Михайлович зі студентів «зробив людей», він створив «епоху думаючих журналістів», перше «завдання яких — захистити людину», а «найстрашніший суддя — сам над собою».
Колишній студент М. Шестопала, заслужений працівник культури України Вадим Мицик згадує:

| «Він був гордістю факультету журналістики. Якщо ми ходили на лекції до Євгена Шабліовського на філологічний факультет, до Олексія Кудіна — на філософський, то на журналістський з інших факультетів приходили тільки на лекції до Матвія Шестопала. Він мав неймовірну харизму: не читаючи свій предмет на всіх курсах, був відомий усім студентам. Тож ми ніколи не забудемо його як нашого Вчителя». |
| |

Журналіст Аркадій Сидорук:

| «Він виховував дисидентів. Мої особисті спомини про Матвія Михайловича Шестопала починаються з 1955 року. Тоді він став деканом новоствореного журфаку КДУ і викладав курс зарубіжної журналістики. Чи могло бути щось нецікавіше й нудніше? Поколінню журналістів інформаційної доби з інтернетом, Facebook і Twitter довелося би напружувати фантазію, щоб уявити собі тодішню добу. СРСР, «невід’ємною складовою» частиною якого була УРСР, повністю ізолювався від цивілізованого світу залізною завісою. Можливості для подолання цього бар’єру були вкрай обмежені. Американський Time, німецький Spiegel, французький Paris Match, інші західні видання перебували під сімома замками в «спецсхові», та й то з вирізаними цензурою найкрамольнішими сторінками. |
| |

| Курс закордонної журналістики, який читав Шестопал, формально зводився до розповідей про видання соціалістичних країн та про комуністичні газети капіталістичного світу. Та Шестопал відмовився від ортодоксального підходу. Постійно шукаючи асоціації, він дивився на світ крізь національне сприйняття й передавав його студентам. У пам'ять врізалася лекція про албанську пресу. «Албанці називають свою державу Шкиперію Країною орлів, – розпочав він. – А хто ж у такому разі ми, українці?…». І продовжив у тому ж емоційному дусі. Недарма на його лекції приходили студенти з інших факультетів. То були уроки патріотизму. Без крихти приторної солодкуватої сентиментальності. Патріотизм Матвія Михайловича йшов від зворотнього, гіркого. Чи хтось із його вихованців забув його афоризм про те, що національна свідомість пересічного українця «нижче рівня клопа»? |
| |

| Упадала в око його чоловіча врода і харизма. Він був міцної статури, брюнетом із синіми очима та з чарівною усмішкою, що відразу приваблювала людей. У нього були закохані усі жінки на факультеті. Матвій Михайлович був елегантним, мав витончені манери й справляв враження рафінованого інтелігента. І я надзвичайно здивувався, коли дізнався, що він народився в багатодітній селянській родині й починав самостійне життя в 15-річному віці. |
| |

Академик Іван Дзюба:

| "Останній приклад — відома історія з викладачем Київського університету доцентом М. М. Шестопалом, якого всі комісії змушені були визнати висококваліфікованим фахівцем, плідним дослідником і зразковим комуністом, але якого все-таки звільнили з роботи за те, що буцімто у якихось розмовах він піддавав сумніву якісь моменти національної політики. І треба знати, з якою жорстокістю, впертістю начальство домагалося його покарання, всупереч протестам усієї маси студентів, тоді як у тому ж університеті є десятки викладачів некваліфікованих, науково безплідних і, певно, не дуже перейнятих ідеалами комунізму. Та то нікого не обходить: у нинішньої бюрократії є один предмет ненависті — "націоналіст", хоч цей "націоналіст", може, в тисячу разів кращий, чистіший комуніст, ніж будь-хто і ніж вони, бюрократи." |
| |

Професор Василь Яременко згадує:

| "Мав єдину зустріч із ним десь на початку сімдесятих років, зустріч на вулиці, біля університетської бібліотеки, під час якої інший викладач факультету журналістики В. В. Полковенко і познайомив мене. Кілька хвилин розмови — і яскрава пам’ять про нього на все життя: енергійний, ерудований, комунікабельний. Пізніше, коли натрапив у книзі мемуарів Іллі Еренбурга на згадку про зустріч з Матвієм Шестопалом, офіцером, учасником війни 1941—1945 років, я глибше зрозумів цю людину, а враження доповнювали його колишні студенти, які говорили про нього лише з високим пієтетом, а 17 грудня 1997 р. з нагоди 80-ліття від дня народження влаштували прекрасний вечір пам'яті свого вчителя у Спілці письменників, хоча членом Спілки Матвій Шестопал не був". |
| |

Кандидат історичних наук, старший науковий співробітник Інституту журналістики КНУ імені Тараса Шевченка Іван Забіяка та учасник дисидентського руху, журналіст Михайло Скорик зазначають.

| "Він читав студентам історію зарубіжної преси так, що кожен думаючий слухач розумів, наскільки комуністична дійсність розходиться з комуністичною ідеологією." |
| |

| "Матвій Шестопал був одним з тих, хто закладав фундамент шістдесятництва в Україні. Величезна когорта молоді, яка побувала на незабутніх лекціях, спілкувалася з ним, стала досить вагомою силою шістдесятництва. А його підтримку стихійного студентського протесту на факультеті журналістики навесні 1965-го проти русифікації навчальних програм і читання предметів непрофесійними викладачами партійні органи визнали буржуазно-націоналістичною і його усунули з факультету, виключили з партії. Розправа над улюбленцем студентства викликала справжній бунт, і 67 зі 125 студентів факультету журналістики оприлюднили заяву: якщо доцента М. Шестопала звільнять, вони залишать університет. Студенти не перемогли." |
| |

Журналіст Михайло Скорик пише:

| "До кінця життя Матвій Михайлович залишався напівзабутим, але незламним українським патріотом, що створював унікальні документальні твори" |
| |

## Вшанування пам'яті

Меморіальна дошка Матвієві Шестопалу в приміщенні Інституту журналістики КНУ імені Тараса Шевченка

Щороку 7 листопада — на день народження Матвія Шестопала — його учні та прихильники вшановують пам'ять покійного біля його могили.
17 грудня 1997 року з нагоди 80-ліття від дня народження М. М. Шестопала у Спілці письменників України пройшов вечір його пам'яті.
7 листопада 2007 року в Інституті журналістики Київського національного університету імені Тараса Шевченка проведено наукові читання, присвячені 90-літтю від дня народження М. М. Шестопала. У 2008 році в Інституті журналістики КНУ видано збірник матеріалів, пов'язаних із життям та творчістю вченого й педагога.
6 червня 2008 року перед навчальним корпусом Київського національного університету імені Тараса Шевченка на вулиці Мельникова (нині — вул. Юрія Іллєнка), 36/1, урочисто закладено Алею пам'яті Матвія Шестопала. У 2012 році з нагоди 95-річчя від дня народження М. М. Шестопала стараннями голови Українського фонду культури Бориса Олійника та дніпропетровського журналіста Михайла Скорика й за сприяння тодішнього ректора КНУ імені Тараса Шевченка Леоніда Губерського на початку цієї алеї урочисто відкрито пам'ятний знак з барельєфом Матвія Шестопала. Стелу виготовили й привезли з Дніпропетровщини шанувальники таланту вченого депутати місцевих рад Микола і Михайло Мариниченки.
Черкаський національний університет імені Богдана Хмельницького 2013 року провів всеукраїнську конференцію, присвячену М. М. Шестопалу.
У 2015 році у Звенигородському краєзнавчому музеї відкрито виставку про життя і творчість М. М. Шестопала. Того ж року в листопаді в школі села Неморож Звенигородського району Черкаської області відкрито кімнату-музей та створено віртуальний музей М. Шестопала, де, окрім фотографій, пов'язаних з життєвим і творчим шляхом Матвія Михайловича, представлено творчі доробки його колишніх студентів, серед яких 7 Шевченківських лауреатів.
У Національній спілці письменників України 9 листопада 2017 року з нагоди 100-річчя від дня народження М. Шестопала літературна й журналістська громадськість провела вечір пам'яті за участю учнів і вихованців вченого. У грудні того ж року в школі села Неморож на Черкащині відбулися ювілейні заходи за участю столичних митців.